# Landkreis Rastatt
Landkreis Rastatt – powiat w Niemczech, w kraju związkowym Badenia-Wirtembergia, w rejencji Karlsruhe, w regionie Mittlerer Oberrhein. Stolicą powiatu jest miasto Rastatt.

## Podział administracyjny
W skład powiatu wchodzi:
- sześć gmin miejskich (Stadt)
- 17 (pozostałych) gmin (Gemeinde)
- cztery wspólnoty administracyjne (Vereinbarte Verwaltungsgemeinschaft)
- trzy związki gmin (Gemeindeverwaltungsverband)

Miasta:
| Lp. | Nazwa miasta | Ludność (31.12.2010) | Powierzchnia km² |
| --- | ------------ | -------------------- | ---------------- |
| 1   | Bühl         | 29 452               | 73,21            |
| 2   | Gaggenau     | 29 032               | 63,05            |
| 3   | Gernsbach    | 14 289               | 82,09            |
| 4   | Kuppenheim   | 7839                 | 18,08            |
| 5   | Lichtenau    | 4980                 | 27,62            |
| 6   | Rastatt      | 47 554               | 59,02            |

Gminy (pozostałe):
| Lp. | Nazwa gminy         | Ludność (31.12.2010) | Powierzchnia km² |
| --- | ------------------- | -------------------- | ---------------- |
| 1   | Au am Rhein         | 3350                 | 13,29            |
| 2   | Bietigheim          | 5976                 | 13,90            |
| 3   | Bischweier          | 3100                 | 4,59             |
| 4   | Bühlertal           | 7946                 | 17,68            |
| 5   | Durmersheim         | 12 189               | 26,15            |
| 6   | Elchesheim-Illingen | 3290                 | 10,14            |
| 7   | Forbach             | 5291                 | 131,82           |
| 8   | Hügelsheim          | 4891                 | 14,97            |
| 9   | Iffezheim           | 4897                 | 19,95            |
| 10  | Loffenau            | 2575                 | 17,07            |
| 11  | Muggensturm         | 6139                 | 11,56            |
| 12  | Ötigheim            | 4493                 | 10,97            |
| 13  | Ottersweier         | 6135                 | 29,21            |
| 14  | Rheinmünster        | 6646                 | 42,47            |
| 15  | Sinzheim            | 11 222               | 28,50            |
| 16  | Steinmauern         | 2942                 | 12,40            |
| 17  | Weisenbach          | 2561                 | 9,07             |

Wspólnoty administracyjne:
| Lp. | Nazwa wspólnoty administracyjnej | Ludność (31.12.2010) | Powierzchnia km² | Liczba gmin |
| --- | -------------------------------- | -------------------- | ---------------- | ----------- |
| 1   | Bühl                             | 35 587               | 102,42           | 2           |
| 2   | Gernsbach                        | 19 425               | 108,23           | 3           |
| 3   | Rastatt                          | 66 025               | 113,90           | 5           |
| 4   | Sinzheim                         | 16 113               | 43,47            | 2           |

Związki gmin:
| Lp. | Nazwa związku gmin                                                     | Ludność (31.12.2010) | Powierzchnia km² | Liczba gmin |
| --- | ---------------------------------------------------------------------- | -------------------- | ---------------- | ----------- |
| 1   | Durmersheim                                                            | 24 805               | 63,48            | 4           |
| 2   | Gemeindeverwaltungsverband Nachbarschaftsverband Bischweier-Kuppenheim | 10 939               | 22,67            | 2           |
| 3   | Gemeindeverwaltungsverband Rheinmünster-Lichtenau                      | 11 626               | 63,48            | 2           |